# Teatro Nazionale di Genova

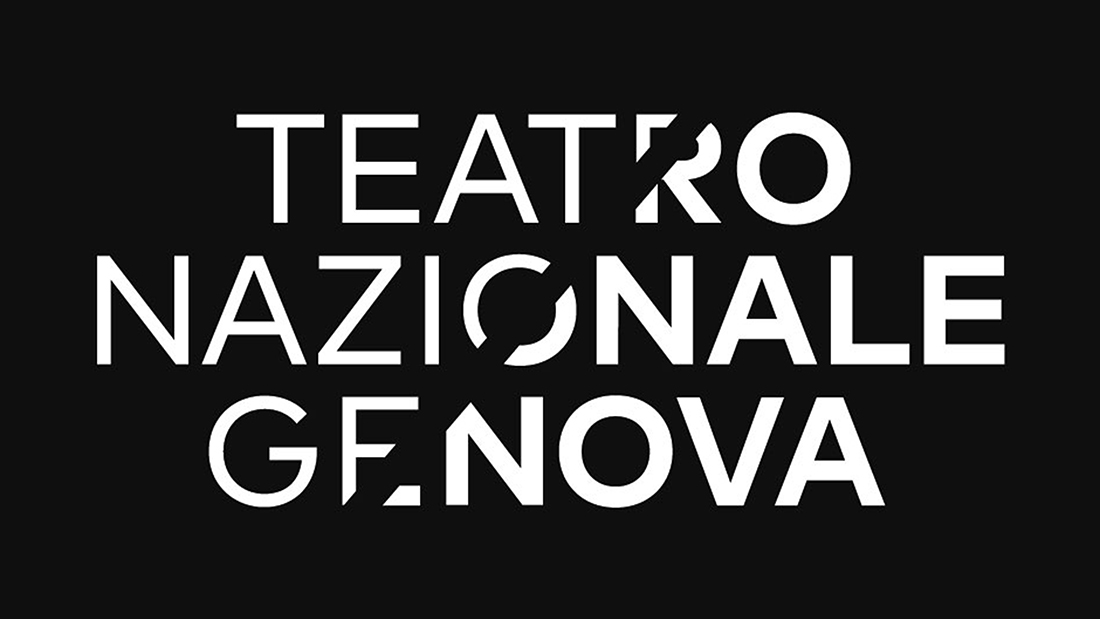
Il Logo dell'ente

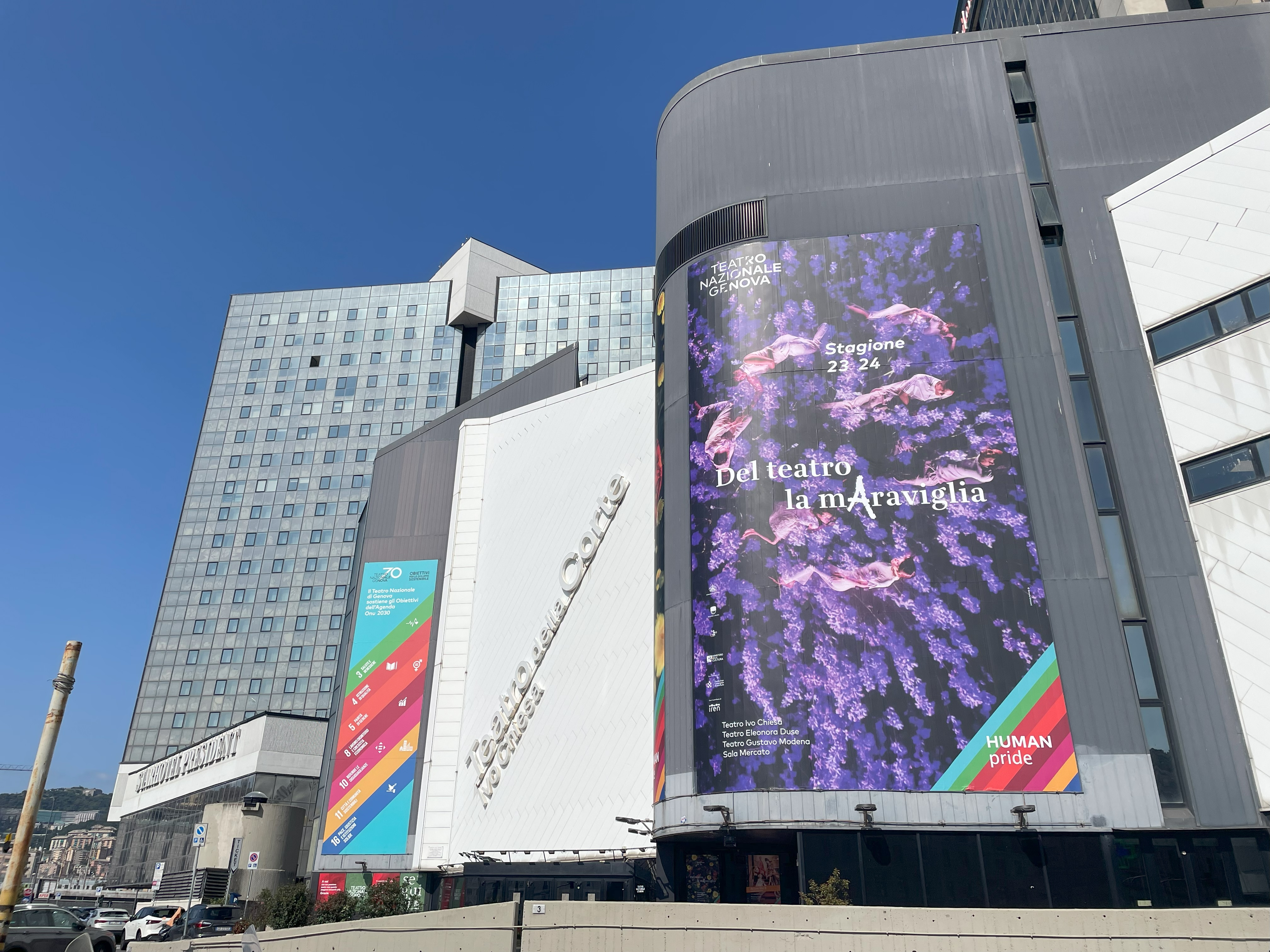
Il Teatro Ivo Chiesa, sede del Teatro Nazionale

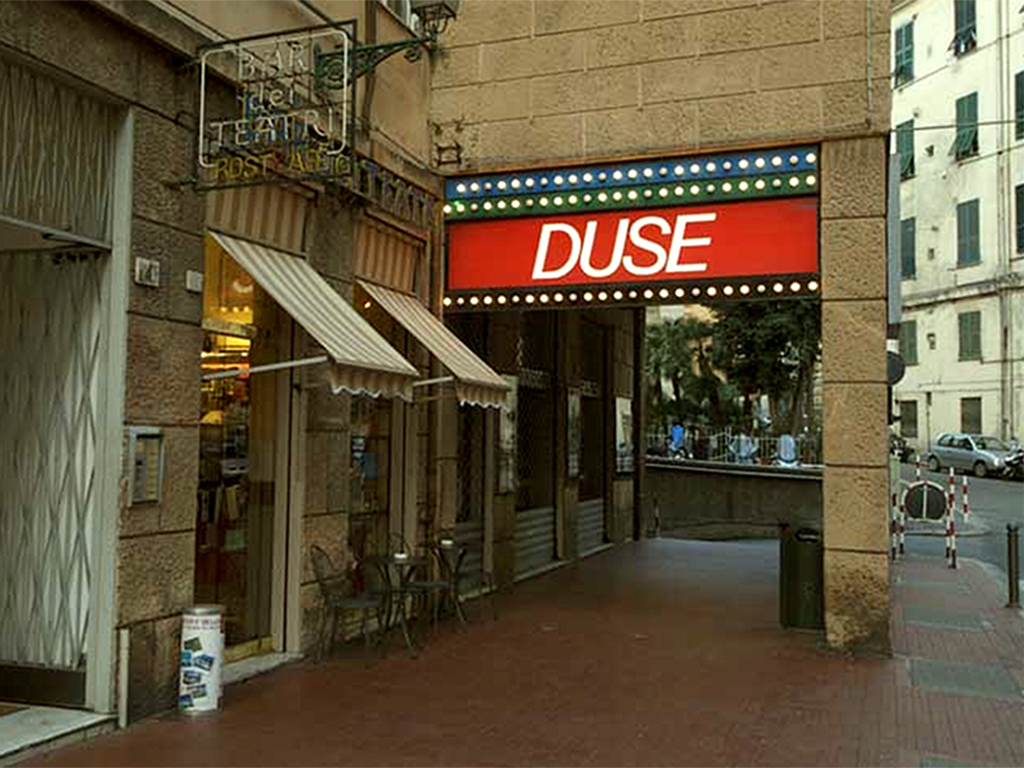
Il Teatro Eleonora Duse

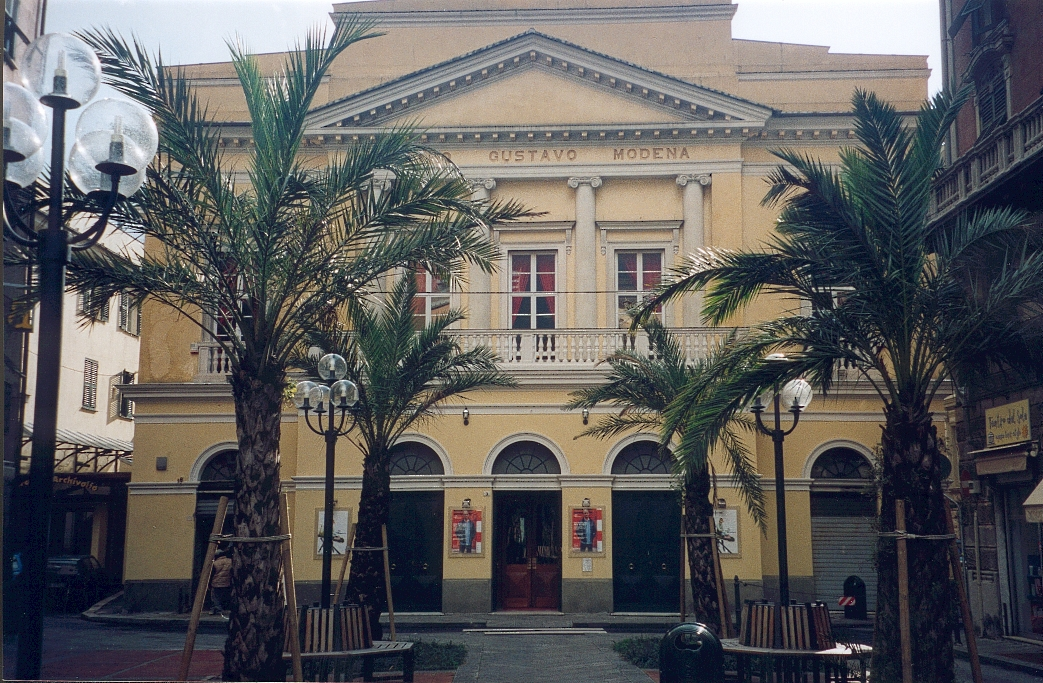
La facciata del Teatro Gustavo Modena. Alla sua sinistra si trova l'edificio della Sala Mercato

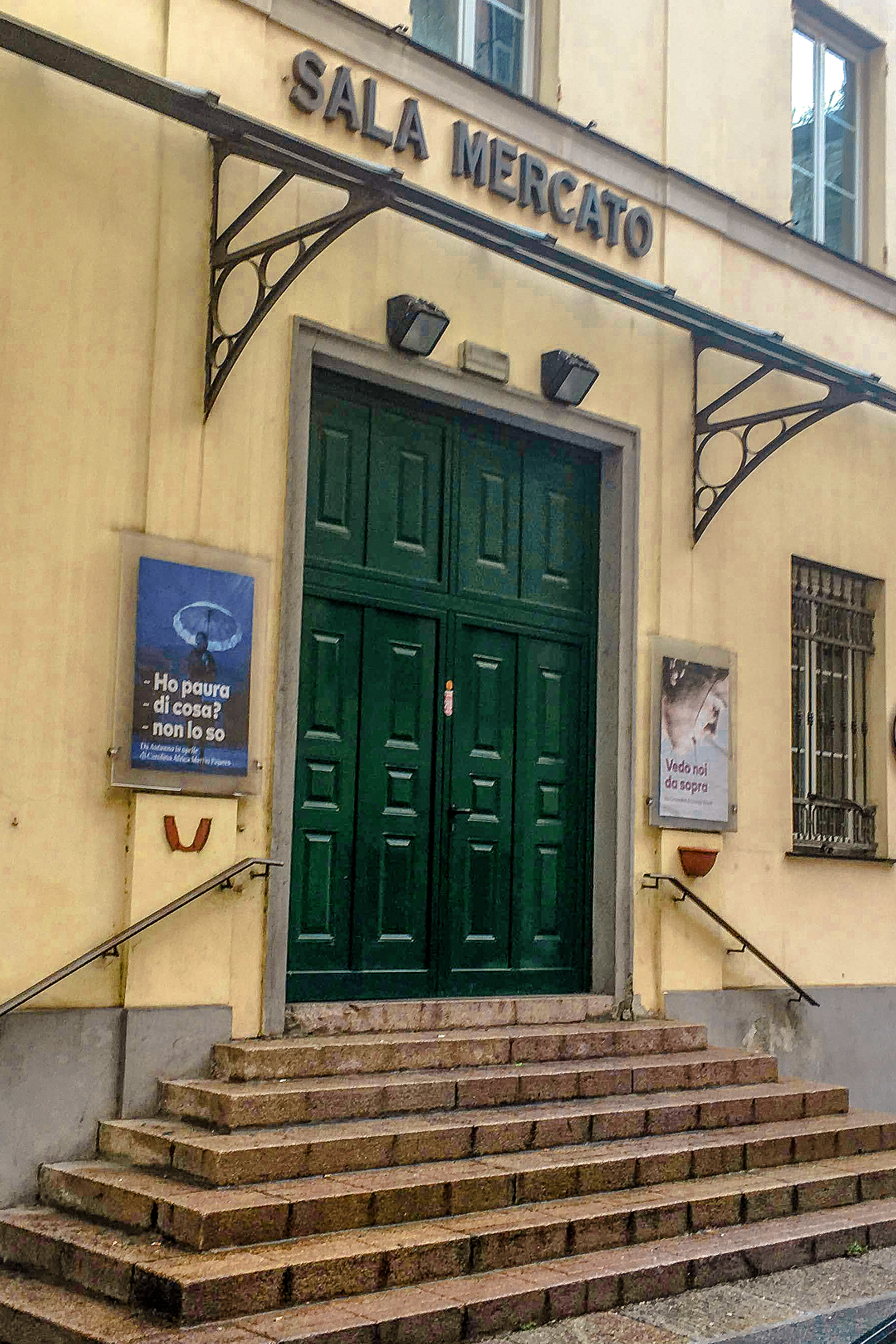
L'ingresso della Sala Mercato

Il Teatro Nazionale di Genova, noto anche col precedente nome di Teatro Stabile di Genova, è un ente autonomo italiano con sede nel capoluogo ligure. È uno dei principali enti teatrali pubblici italiani.
Dispone di quattro sale-teatro:
- il Teatro Ivo Chiesa (noto anche come Teatro della Corte), sede dell'ente
- il Teatro Eleonora Duse
- il Teatro Gustavo Modena
- la Sala Mercato

Le prime due sono collocate nel centro cittadino, le altre due nel quartiere di Sampierdarena.

## Storia
I bombardamenti su Genova della seconda guerra mondiale avevano distrutto o gravemente danneggiato numerose delle principali sale teatrali del capoluogo ligure, incluso il Teatro Carlo Felice e il Teatro Margherita, presso cui si trasferì poi nel 1957 la stagione di opera lirica del Teatro comunale dell'Opera. Perciò le due compagnie teatrali che si erano formate nell'immediato dopoguerra erano costrette a esibirsi in locali non professionali. La compagnia del Teatro sperimentale Luigi Pirandello si esibiva nel Teatro Postelegrafonici, mentre la compagnia diretta da Aldo Trabucco si esibiva alla Casa del Mutilato.
Dopo pochi anni, su iniziativa di Giannino Galloni e Giulio Cesare Castello, lo Sperimentale si trasformò in compagnia stabile con il nome di Teatro d'Arte della Città di Genova. Nel 1949 le due compagnie si unificarono, e nel 1951, dall'esempio del Piccolo di Milano che nel 1947 era divenuto il primo teatro stable in Italia, nacque il Piccolo Teatro della Città di Genova. Quello di Genova è di fatto il secondo Teatro Stabile d'Italia. Fin dalle prime stagioni e soprattutto a partire dagli anni 1960, il teatro divenne un significativo polo della drammaturgia italiana. Il suo primo direttore fu Nino Furia, affiancato come condirettore o direttore artistico da Roberto Rebora, poi da Camillo Pilotto e quindi da Giannino Galloni.
Nel 1954 fu inaugurata la nuova sede presso il Teatro Eleonora Duse e nel 1956 l'istituzione assunse il nome di Teatro Stabile della Città di Genova - Eleonora Duse. Dopo gli inizi nelle sale del Duse e dell'attiguo Politeama Genovese, con la cessione di quest'ultimo a una società privata, nel 1991 venne stata costruita da zero la nuova sede istituzionale, il Teatro della Corte, presso Corte Lambruschini: una grande sala moderna nel cuore del centro cittadino, vicino alla Stazione Brignole, dove tenere gli spettacoli di maggiore peso e complessità. Dalla stagione 2000-2001, il teatro si dotò della Piccola Corte, un anfiteatro trasformabile capace di 250 posti, montato sul palcoscenico in Corte Lambruschini per accogliere gli spettacoli della Rassegna di drammaturgia contemporanea, appuntamento annuale dedicato alla ricerca di nuovi autori.
Dal 1955 al 2000, sotto la direzione di Ivo Chiesa, e con Luigi Squarzina condirettore dal 1963 al 1976, il teatro visse un periodo di attivo fermento culturale. Dal 2000 al 2014 la direzione passò a Carlo Repetti, con Marco Sciaccaluga condirettore, mentre dal 2015 il nuovo direttore fu Angelo Pastore, con Sciaccaluga consulente artistico e regista stabile. Sotto la direzione di Pastore e la presidenza di Gian Enzo Duci (dal febbraio del 2016), nel gennaio del 2018 il Teatro Stabile di Genova si è unito alla compagnia del Teatro dell'Archivolto (che gestiva il Teatro Modena e la Sala Mercato) dando origine a un unico soggetto. Nel marzo 2018 il Ministero dei Beni Culturali riconosce al nuovo soggetto la qualifica di Teatro Nazionale.
Dal 2015 al 2019 la direzione è stata affidata ad Angelo Pastore. Il 5 novembre 2019 viene nominato nuovo direttore Davide Livermore, in carica dal 1º gennaio 2020.
Al dicembre 2017, il Teatro Stabile ha prodotto 383 spettacoli, 132 su testi italiani e 251 su testi stranieri. Al cartellone teatrale ha associato iniziative culturali (rassegne e convegni), come il ciclo di incontri Le grandi parole proposto per venti stagioni.
Il pubblico presente agli spettacoli prodotti dal Teatro Stabile di Genova, in sede e in tournée, ha oscillato fra le 150.000 e le 200.000 presenze per stagione escluse le affluenze agli spettacoli ospitati.
Oltre alle rappresentazioni in sede, lo Stabile di Genova ha recitato in circa 300 città italiane e 60 città estere fra Europa, Stati Uniti, America Latina, per un totale di 23 nazioni. Gli episodi più rilevanti sono legati alla presenza del Teatro Nazionale nei cartelloni dei festival europei (quattro volte a Parigi al Théâtre des Nations e al Théâtre d’Europe, quattro volte al Festwoche di Zurigo, due volte all'Holland Festival, e poi al Festival di Edimburgo, a quello di Avignone, alla World Theater Season di Londra, al Festival Cervantino in Messico), nelle cinque tournée a Mosca, a Leningrado e in paesi dell'Est Europa, nella trasferta a New York (33 recite), e nella torunée americana estiva svoltasi in Stati Uniti, Canada, Argentina, Brasile, Cuba, Messico, Perù, Uruguay, Venezuela.

## Attori

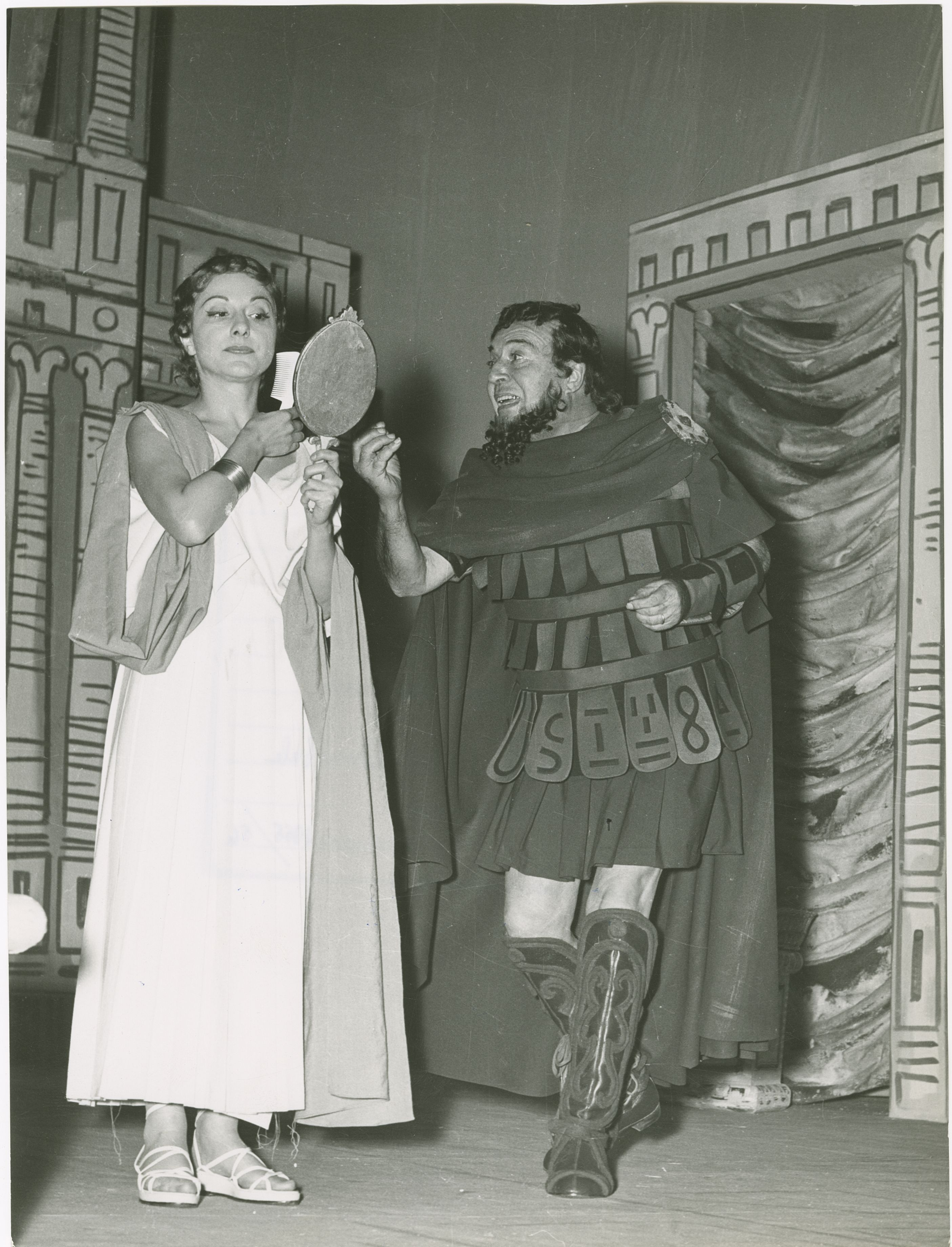
Valeria Valeri e Annibale Ninchi durante la rappresentazione della commedia Anfitrione di Plauto al Piccolo Teatro della Città di Genova, stagione teatrale 1955-56. Archivio storico del Touring Club Italiano.

La compagnia del Teatro Stabile di Genova ha formato numerosi protagonisti della scena italiana, fra cui: negli anni Cinquanta, Enrico Maria Salerno, Valeria Valeri, Tino Buazzelli e Gastone Moschin; negli anni Sessanta e Settanta, Alberto Lionello, Lina Volonghi, Omero Antonutti, Camillo Milli, ed Eros Pagni, quando lo Stabile gestì anche il Teatrino di Piazza Marsala (poi Teatro Bloser), e dove agirono anche alcuni protagonisti dell'avanguardia teatrale come Carlo Quartucci, Giancarlo Nanni e Leo De Berardinis. Negli anni Ottanta tornarono negli spettacoli dello stabile anche Ferruccio De Ceresa ed Elsa Albani. A partire dagli anni Novanta, ha inizio la collaborazione con Mariangela Melato (alla quale dal 2013 è stata intestata la scuola di recitazione) proseguita per circa vent'anni, con spettacoli fra i quali Fedra, Il lutto si addice ad Elettra, Un tram che si chiama desiderio, La dame de chez Maxim e altri. Se Mariangela Melato è stata a lungo la prima attrice, il corrispondente maschile ha il volto di Eros Pagni, protagonista di numerose produzioni del Teatro Stabile, fra le quali: Tito Andronico, Morte di un commesso viaggiatore, Re Lear, L'illusione comica, Il sindaco di rione Sanità. Molti di questi spettacoli hanno ottenuto premi dalla critica italiana.
Tra gli altri attori più importanti scelti dallo Stabile negli anni: Monica Vitti, Lea Massari, Giorgio Albertazzi, Vittorio Gassman, Gabriele Lavia, Glauco Mauri, Adriana Asti, e altri.

## Registi
Accanto alle presenze fisse prima di Luigi Squarzina e poi di Marco Sciaccaluga, vi sono stati Orazio Costa, Gianfranco De Bosio, Egisto Marcucci, Walter Pagliaro, Elio Petri, Luca Ronconi, Franco Zeffirelli, Maurizio Scaparro, Guido De Monticelli, Valerio Binasco, Filippo Dini e Antonio Zavatteri.
Varie anche le collaborazioni coi registi stranieri: William Gaskill, Terry Hands. Negli anni ‘80 e ‘90 sono state significative le collaborazioni con Otomar Krejča (presente per tre stagioni consecutive), Benno Besson, Alfredo Arias, Matthias Langhoff (ciascuno per tre spettacoli) e Peter Stein. Successivamente sono state realizzate due produzioni con Marcial Di Fonzo Bo (Comédie de Caen) e una con Irina Brook (Théâtre National de Nice).

## Presidenti
Il Presidente è il legale rappresentante del Teatro.
- Giovanni Salvarezza sino al 2006
- Eugenio Pallestrini dal 2006 al 2016 (e presidente del Civico museo biblioteca dell'attore)
- Gian Enzo Duci  dal 2016 al 2019
- Alessandro Giglio dal 2019.